# Daniel D. Tompkins
Pour les articles homonymes, voir Juge Tompkins et Tompkins.
Daniel D. Tompkins, né le 21 juin 1774 et mort  le 11 juin 1825, est un entrepreneur, juriste, membre du Congrès, gouverneur de l'État de New York et le sixième vice-président des États-Unis.

## Biographie
Tompkins nait à Fox Meadows (actuellement Scarsdale) dans l’État de New York. Ses parents, Jonathan Griffin Tompkins et Sarah Ann Hyatt, sont issus de la classe moyenne. Il est diplômé de Columbia en 1795, étudie le droit et est admis au barreau de New York en 1797.
Tompkins est membre de la convention constitutionnelle de l’État en 1801, membre de l’assemblée d’État en 1803 et élu à la Chambre des représentants, mais il démissionne avant le début du mandat pour siéger à la cour suprême de l’État de New York, poste qu’il occupe de 1804 à 1807. Il est gouverneur de New York de 1807 à 1817. Il soutient la politique étrangère du président Thomas Jefferson et de son successeur, mais refuse le poste de Secrétaire d’État que lui propose James Madison. Il est élu vice-président sur le ticket républicain-démocrate de 1816 avec James Monroe comme président. Le même ticket étant réélu en 1820, il occupe le poste du 4 mars 1817 au 4 mars 1825.
En 1820, alors qu'il est encore vice-président, il brigue de nouveau le poste de gouverneur de New York contre le sortant DeWitt Clinton. L'élection a lieu en avril 1820 ; Tompkins est battu, n'obtenant que 45 900 voix contre 47 447 à son adversaire.
En 1815, Tompkins établit sur la côte est de Staten Island un hameau qui deviendra le quartier de Tompkinsville. Dans les environs, il construit en 1817 un quai le long de la berge et fournit une liaison quotidienne par ferry à vapeur entre Staten Island et Manhattan. Tompkins préside la convention constitutionnelle de l’État de 1821. 
Au début de la carrière de Tompkins, Washington Irving, le déclarait comme « l'un des hommes les plus dignes que j'aie jamais connus ... honnête, franc, prompt, infatigable. » Au cours du temps, sa mauvaise santé et ses difficultés financières le font glisser dans l'alcoolisme. Il meurt à Tompkinsville trois mois après la fin de son mandat de vice-président et est enterré à New York.

## Anecdotes
- Certains témoignages[Qui ?] disent que le second prénom de Daniel Tompkins était Decius. Cependant, d’autres pensent que le D n’est qu’une initiale sans signification qu’il a ajouté lui-même lorsqu’il était étudiant à Columbia pour se distinguer d’un autre Daniel Tompkins.
- En à peine plus de trois mois, Tompkins fut le vice-président qui décéda le plus rapidement après la fin de son mandat.

## Hommages
Un comté et une ville de l’État de New York portent son nom, ainsi que le Tompkins Square Park de l’East Village à New York.